# الانتخابات الرئاسية الروسية 1996
انتخابات الرئاسة الروسية 1996 هي الانتخابات الرئاسية التي جرت في 1996، في روسيا، لانتخاب رئيس روسيا، فاز بالانتخابات بوريس يلتسن.

## المرشحين
لم يعرفوا حتى هذه اللحظة.